# Mikroscanner
Ein Mikroscanner (englisch micro-scanner bzw. micro-scanning mirror) ist ein mikro-opto-elektro-mechanisches System (MOEMS) aus der Klasse der Mikrospiegelaktoren zur dynamischen Modulation von Licht. Je nach Bauart kann die modulierend wirkende Bewegung eines Einzelspiegels translatorisch oder um eine bzw. zwei Achsen rotatorisch erfolgen. Im ersten Fall wird eine phasenschiebende Wirkung, im zweiten Fall, die Ablenkung der einfallenden Lichtwelle erzielt.

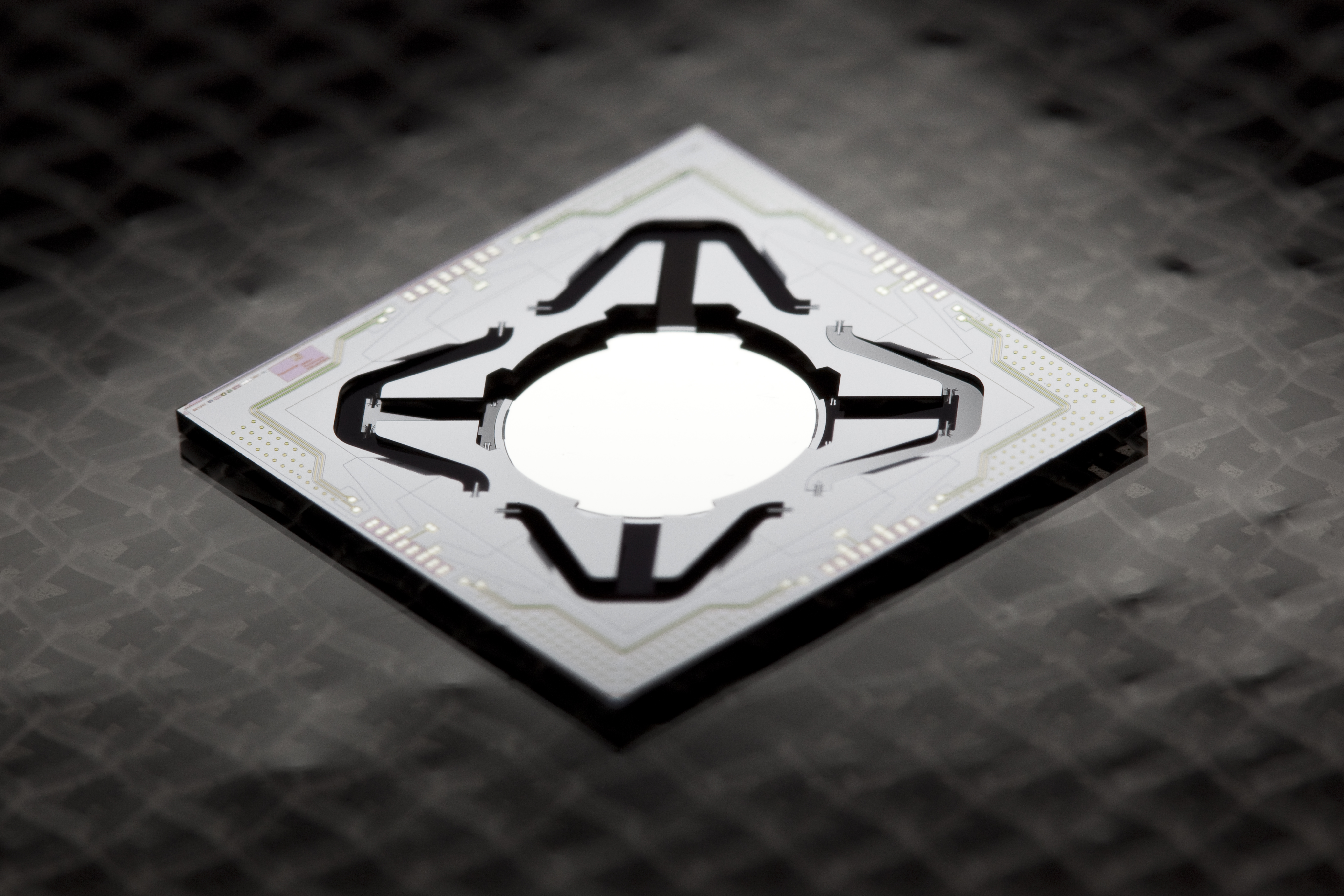
Resonanter Translationsspiegel im Pantographen-Design mit einer Auslenkung von ±500 µm

Bei Mikroscannern wird die Modulation über einen einzelnen Spiegel erzeugt. Sie sind daher von anderen Mikrospiegelaktoren, die in ihrer Wirkungsweise eine Matrix von einzeln adressierbaren Spiegeln benötigen, den Flächenlichtmodulatoren zu unterscheiden. Um ein Mikroscanner-Array handelt es sich hingegen, wenn die Wirkung eines einzelnen Array-Spiegels die Funktion bereits erfüllt aber beispielsweise zur Erhöhung der Lichtausbeute mehrere Spiegel in einem Array parallel geschaltet werden.

## Eigenschaften
Übliche Chipabmessungen liegen bei 4 mm × 5 mm für Spiegeldurchmesser zwischen 1–3 mm. Jedoch können auch größere Spiegelaperturen mit Kantenabmaßen von bis zu ca. 10 mm × 3 mm gefertigt werden. Scanfrequenzen liegen je nach Bauart und Spiegelgröße bis zu 50 kHz. Bei Mikroscannern, die eine kippende Bewegung ausführen, kann das Licht streifend über eine Projektionsfläche geführt bzw. „gescannt“ werden. Mechanische Ablenkwinkel können dabei bis zu ±30° erreichen. Bei translatorisch arbeitenden Mikroscannern kann ein mechanischer Hub von bis zu ca. ±500 µm erreicht werden.

## Antriebsprinzipien
Die zur Bewegung der Spiegelplatte erforderlichen Antriebskräfte können durch verschiedene physikalische Wirkprinzipien bereitgestellt werden. In der Praxis relevant sind hier insbesondere das elektromagnetische, elektrostatische, thermoelektrische und piezoelektrische Wirkprinzip.
Da sich die Wirkprinzipien in ihren Vor- und Nachteilen unterscheiden ist ein geeignetes Antriebsprinzip applikationsspezifisch zu wählen. Elektromagnetische Antriebe weisen sich durch große Stellkräfte aus jedoch ist die hohe Leistungsaufnahme für Mobilgeräte nachteilig. Außerdem sind die erforderlichen hohen magnetischen Feldstärken nur unter Verwendung externer Dauermagnete erzielbar, so dass die Miniaturisierbarkeit des Mikroscanners eingeschränkt ist.
Elektrostatische Antriebe bieten ähnlich große Antriebskräfte wie elektromagnetische, verbrauchen jedoch 2–3 Größenordnungen weniger Leistung. Anders als bei einem elektromagnetischen Antrieb, lässt sich die zwischen den Antriebsstrukturen resultierende Kraftwirkung nicht umpolen. Für die Realisierung von quasistatischen Bauteilen mit positiver und negativer Wirkrichtung sind daher zwei entgegengesetzt wirkende Antriebe notwendig. Hierzu kommen in der Regel vertikale Kammantriebe zum Einsatz. Bei der Steuerung bzw. Regelung elektrostatisch-quasistatischer Antriebe wirkt jedoch prinzipbedingt der oft in Teilen des Auslenkungsbereichs stark nichtlineare Antriebscharakter hinderlich. Viele hochentwickelte elektrostatische Mikroscanner setzen daher heute auf einen resonanten Betriebsmodus bei dem eine mechanische Eigenmode (hier, die Schwingungsmode) angeregt wird. Der resonante Betrieb ist energetisch besonders günstig. Für die Strahlpositionierung und Applikationen, bei denen statisch aktuiert oder linearisiert gescannt werden soll, sind quasistatische Antriebe jedoch weiterhin von großem Interesse.
Thermoelektrische Antriebe erzeugen große Antriebskräfte haben jedoch prinzipbedingt einige technische Nachteile. So ist die erforderliche Heizleistung für die Erwärmung der thermischen Bimorph-Aktoren vergleichsweise hoch. Gleichzeitig müssen Bauteile thermisch gut von der Umgebung isoliert sein und vorgeheizt werden um thermischen Drift auf Grund von Umgebungseinflüssen zu verhindern. Ein weiterer Nachteil sind die geringen Stellwege die nur über die Nutzung der Hebelwirkung zu nutzbaren Auslenkungen übersetzt werden können. Diese Strukturen sind insbesondere für hochfrequente Bauteile wegen zusätzlicher auftretender Eigenmoden ungeeignet. Nicht zu vernachlässigen ist auch das Tiefpass-Verhalten thermischer Aktoren bei schnellen Schaltzyklen.
Piezoelektrische Antriebe erzeugen im Vergleich zu elektromagnetischen und elektrostatischen Antrieben ebenfalls kleine Auslenkungen, so dass sie diesbezüglich die Nachteile elektrothermischer Aktoren teilen. Jedoch sind sie weniger anfällig für thermische Umgebungseinflüsse und können auch hochfrequente Antriebssignale gut übertragen.

## Anwendungsfelder

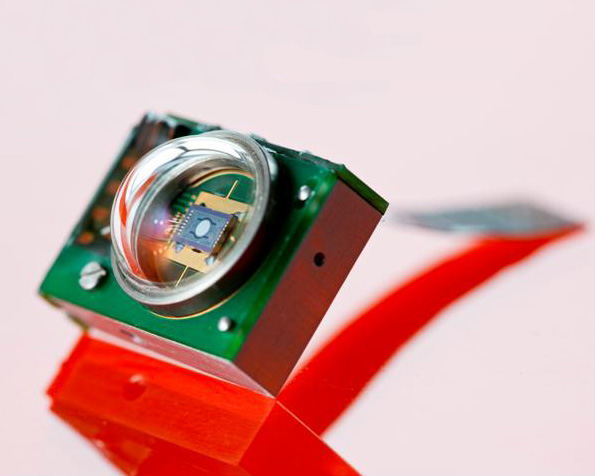
LDC-Modul mit 1D-Mikroscanner und rückseitig integrierter optischer Positionserkennung
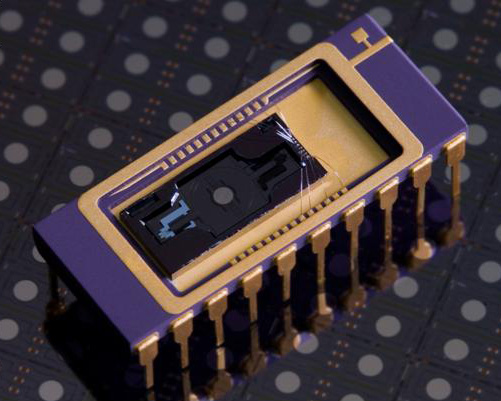
Ein elektrostatischer 2D-Mikroscanner in einem DIL20-Gehäuse
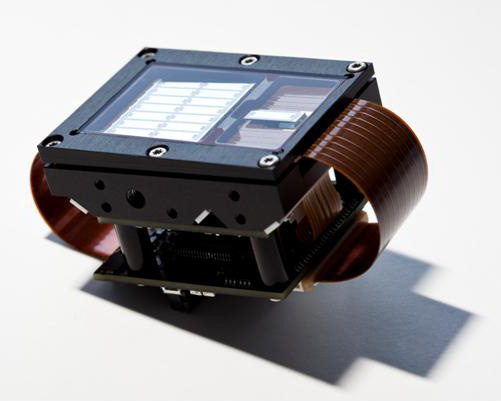
MEMS-Scannermodul für die 3D-Entfernungsmessung (LIDAR) mit einzelnem Sendespiegel (Spiegelabmaße ca. (9,5×2,5) mm²) und einem synchronisierten Mikroscanner-Array (2×7) als Empfangseinheit.

Die Einsatzmöglichkeiten von kippend arbeitenden Mikroscannern sind vielfältig und umfassen Projektionsdisplays, Bildaufnahme z. B. für technische und medizinische Endoskope, Strichcodelesen, Spektroskopie, Lasermarkierung und Bearbeitung von Materialien, Objektvermessung / Triangulation, 3D-Kameras, Objekterkennung, 1D- und 2D-Lichtvorhang, konfokale Mikroskopie / OCT, Fluoreszenzmikroskopie und Laserwellenlängenmodulation.
Zu den Anwendungen von translatorischen Mikroscannern gehören Fourier-Transform-Infrarotspektrometer, Konfokale Mikroskopie und die Fokusvariation.

## Herstellung

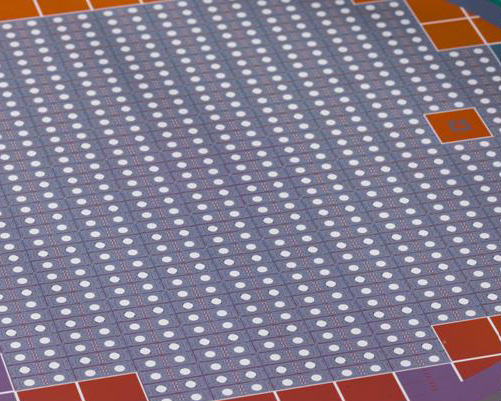
Mit dem Fraunhofer AME75-Prozess fertig prozessierte Mikroscanner bei designspezifischer Strukturierung ausgehend von einem blanken BSOI-Wafer.
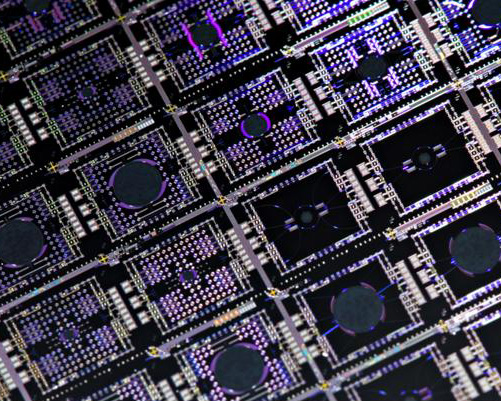
Mit dem Fraunhofer AME75-Prozess fertig prozessierte Mikroscanner aus dem VarioS-Baukastensystem basierend auf vorprozessierten BSOI-Wafern.

Mikroscanner werden üblicherweise durch oberflächen- bzw. volumenmikromechanische Verfahren gefertigt. Hierbei kommen in der Regel Silizium bzw. BSOI-Substrate (engl. Bonded Silicon on Insulator) zum Einsatz.

## Vor- und Nachteile von Mikroscannern
Die Vorteile von Mikroscannern gegenüber makroskopischen Lichtmodulatoren wie z. B Galvanometer-Scannern liegen in einem sehr geringen Formfaktor, niedrigem Gewicht und minimaler Leistungsaufnahme. Weitere Vorteile entstehen durch die Möglichkeiten zur Integration von Positionssensorik und Auswerteelektronik in das Bauteil. Außerdem zeichnen sich Mikroscanner durch eine hohe Robustheit gegenüber Umgebungseinflüssen aus. So besitzen beispielsweise die am Fraunhofer IPMS entwickelten Mikroscanner eine Shockfestigkeit von mindestens 2500 g. Unter der Voraussetzung einer entsprechenden staub- und feuchtedichten Verkapselung sind sie wartungsfrei und können bei Temperaturen von −20 bis 80 °C betrieben werden.
Zu den fertigungsbedingten Nachteilen gehören die hohen Kosten für Einzelbauteile und lange Lieferzeiten. Um diesem Problem zu begegnen, stellen Forscher des Fraunhofer IPMS mit dem VarioS genannten MEMS-Baukasten eine Plattformtechnologie zur Verfügung die dieses Problem minimiert.